# Гірчиця салатна

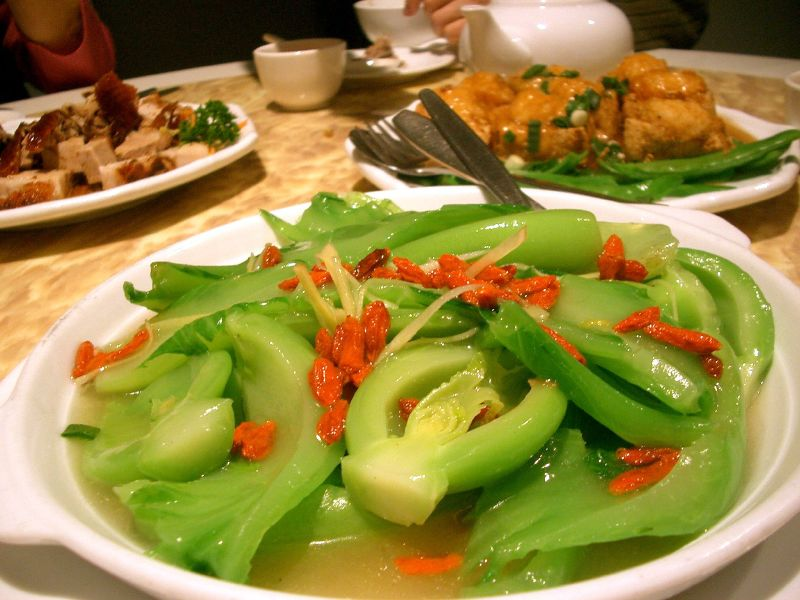
Тушкована зелень гірчиці салатної

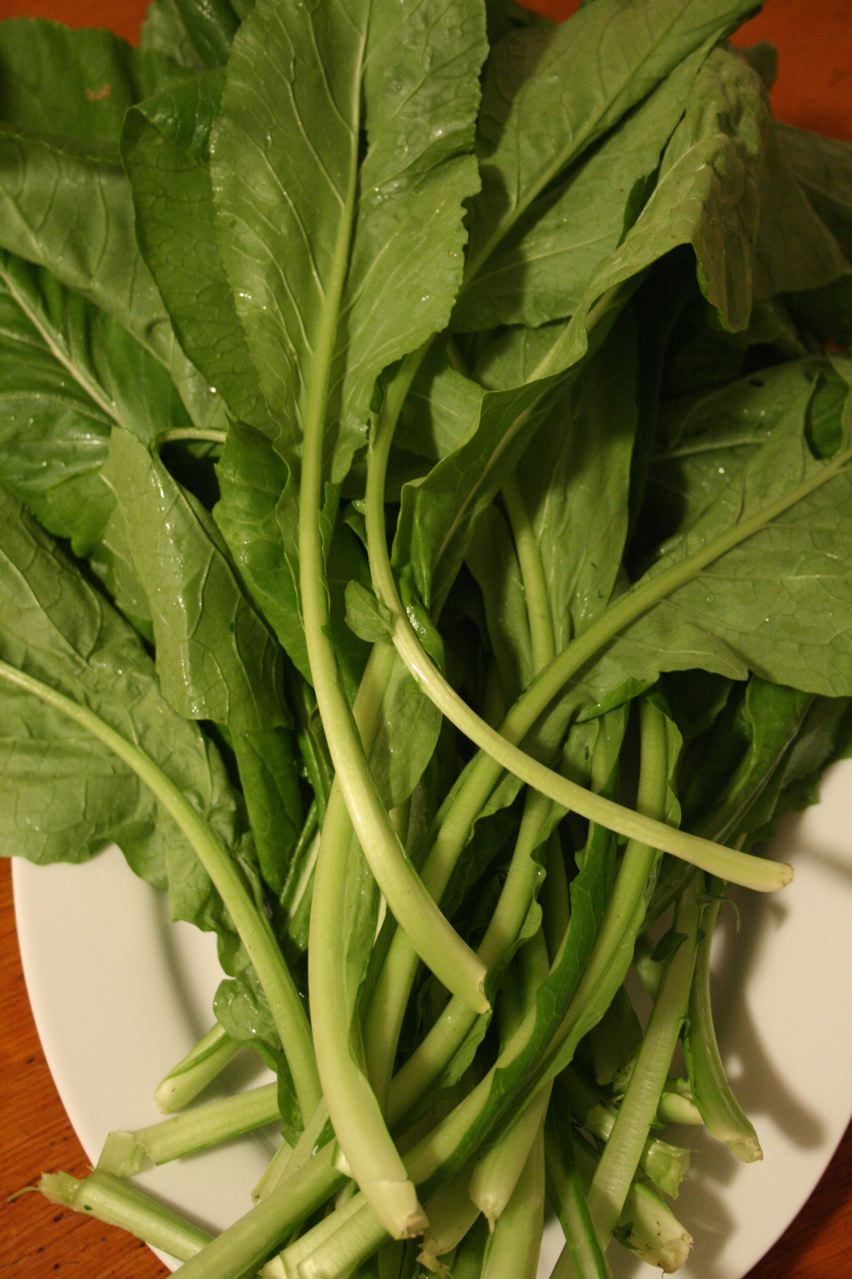
Пучок свіжої зелені гірчиці салатної

Гірчиця салатна, або гірчиця сарепська (Brassica juncea, syn. Sinapis juncea L.) — однорічна салатна рослина родини капустяних.
Гірчиця салатна скороспіла холодостійка рослина. В умовах довгого дня в спекотну погоду у рослин рано з'являються квіткові стебла, листя стає грубими. Росте на легких супіщаних і суглинних ґрунтах.

## Хімічний склад
Її листя містять до 4 мг% каротину, до 80мг% аскорбінової кислоти, до 2 — рутина, до 0,8 — вітаміну В1, 0,17 — вітаміну В2, 0,7 мг% вітаміну РР. З мінеральних елементів найбільше накопичується заліза, кальцію і магнію.

## Застосування
Листя використовують в свіжому вигляді для салатів як гарнір до різних м'ясних і рибних страв, як шпинат у вареному вигляді. Молоді соковиті стебла солять і консервують. З проростків гірчиці готують салат або гостру приправу для бутербродів.
Насіння служить промисловою сировиною для виробництва гірчичної олії та гірчичників.

Гірчичники — шматки паперу стандартного розміру (8 x 12,5 см) з нанесеним (за допомогою каучукового клею) шаром гірчичного порошку. Гірчичники є типовим відволікаючим засобом при запальних процесах і ревматизмі.

## Вирощування
Вирощують гірчицю салатну як самостійну культуру або як ущільнювач у відкритому і захищеному ґрунті з міжряддям 45 і 25 см. На 1 м² потрібно 6 г насіння. Через 85-30 днів після посіву рослини досягають збиральної стиглості. Листя прибирають вибірково. Повторюючи посів через кожні 10 — 15 днів, можна мати зелень цілий рік.
Добре вдається в зимовий час в захищеному ґрунті або в ящиках на підвіконні. Висіяне насіння проростає на 3-й день, а через 18-20 днів уже можна прибирати ніжні листи.
Щоб отримати насіння, рослини не забирають на продовольчі цілі. Вони утворюють генеративні пагони, цвітуть і дають насіння. До збирання приступають у період воскової стиглості. Урожайність насіння становить 200 г з 1 м².